# Galeopsis tetrahit subsp. tetrahit
Galeopsis tetrahit subsp. tetrahit é uma subespécie de planta com flor pertencente à família Lamiaceae.Floresce entre os meses de Junho e Outubro. 
A autoridade científica da subespécie é L..

## Distribuição
Ocorre em grande parte da Europa e da Ásia, sendo uma planta introduzida na América do Norte. Na Península Ibérica ocorre na parte mais a Norte, em regiões até 2250 metros de altitude.

## Habitat
Ocorre em zonas de pastagens, em sebes e em locais nas orlas de florestas. Prefere locais sombrios e frescos, com algum grau de alteração, preferindo terrenos siliciosos.

## Portugal
Trata-se de uma subespécie presente no território português, nomeadamente em Portugal Continental.
Em termos de naturalidade é nativa da região atrás indicada.
Em Portugal Continental ocorre nas províncias do Minho e Trás-os-Montes, com dúvidas na Estremadura.

## Protecção
Não se encontra protegida por legislação portuguesa ou da Comunidade Europeia.